# Eskadrille 721
Eskadrille 721 er den eskadrille i Flyvevåbnet der tager sig af lufttransport (fastvingefly) for alle dele af den danske stat og kongehus samt NATO, FN, Røde Kors og Folkekirkens Nødhjælp.
En afdeling af eskadrillen er benævnt Luftgruppe Vest og er ansvarlig for flyvevåbnets aktiviteter på Grønland hvor man siden 1959 til stadighed har transportfly ( p.t. Challenger-fly) og besætninger posteret.

## Historie
Eskadrillens rødder kan spores tilbage til 12. oktober 1926, hvor man oprettede Marinens Flyvevæsens 1. luftflotille med søfly, hvis opgavekompleks lød på rekognoscering, fiskeriinspektion, transport og eftersøgning. Flotillens sekundære opgaver lød på mere militære opgaver såsom bombe- og torpedokast. 1. luftflotille blev nedlagt kort efter besættelsens begyndelse og alle flyene blev ødelagt af en modstandsgruppe i en sabotageaktion i 1943.
Flotillen blev genoprettet efter krigen og i 1950 blev den underlagt det nyoprettede flyvevåben og blev i 1951 omdannet til Eskadrille 721.

## Fly
- 4× C-130J-30 Super Hercules 2004-
  - halenumre: B 536-538, 583[1]
- 4× CL-604 Challenger 1998-
  - halenumre: C 080, 168, 172. C-066 var lejet 1998-2000[1]
  - C-215 er et brugt fly, taget i brug pr. 6. juni 2014 som VIP-fly[2].
- 4× T-17 Supporter

### Tidligere fly
- 8× PBY-5A & 8× PBY-6A Catalina amfibiefly 1947-1961 & 1966-70
  - halenumre: L 851-858, 861-868[1]
- 8× C-47A Skytrain 1953-82
  - halenumre: K 681-688[1]

- 5× C-54D & 1× C-54G Skymaster 1959-77
  - halenumre: N 242, 586, 605, 618, 625, 706[1]
- 3× C-130H Hercules 1975-2004
  - halenumre: B 678-680[1]
- 3× Gulfstream III 1982-2004
  - halenumre: F 249, 313, 330. F-400 var lejet 1997-98 efter F-330's havari[1]